# Puya (chi thực vật)
Puya là một chi thực vật thuộc Họ Dứa, phân họ Pitcairnioideae. Những cây trên mặt đất có nguồn gốc từ dãy núi Andes ở Nam Mỹ và miền nam Trung Mỹ. Nhiều loài ra quả một lần, với cây cha mẹ chết sau khi một bông hoa và sự kiện sản xuất giống.
Loài Puya raimondii là loài đáng chú ý là loài lớn nhất của họ đã được biết, đạt chiều cao 3 m cao trong tăng trưởng thực vật với một cành hoa 9–10 m. Các loài khác cũng lớn, với các gai hoa chủ yếu đạt 1–4 m.
Tên Puya 'bắt nguồn từ từ Mapuche Anh Điêng có nghĩa là "điểm".

## Các loài
- Puya adscendens L.B. Smith
- Puya aequatorialis André 
  - P. a. var. albiflora André
- Puya alata L.B. Smith
- Puya alba L.B. Smith
- Puya alpestris (Poeppig) Gay
- Puya alpicola L.B. Smith
- Puya angelensis E. Gross & Rauh
- Puya angulonis L.B. Smith
- Puya angusta L.B. Smith

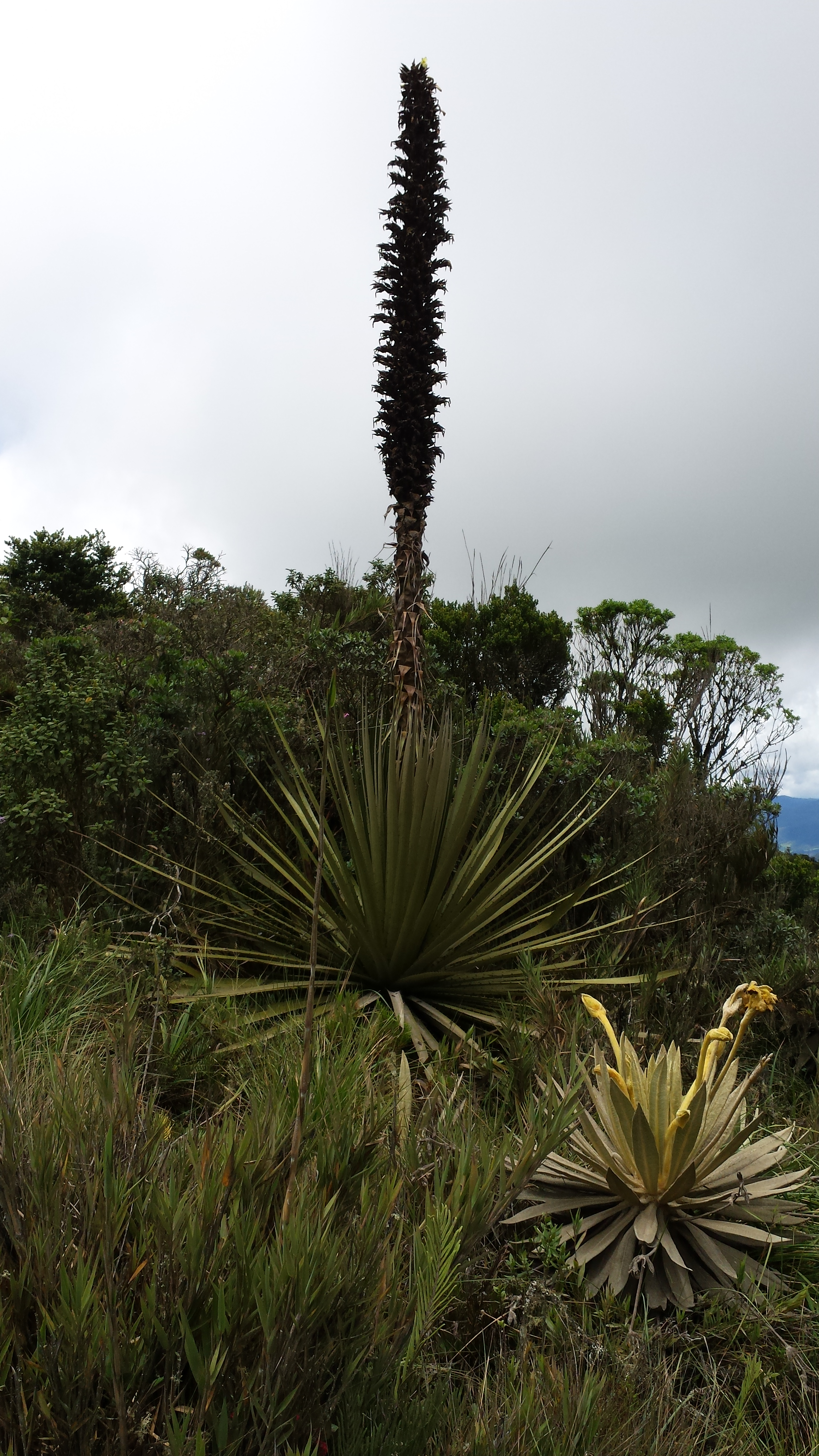
Puya goudotiana, Páramo of Guasca, Colombia

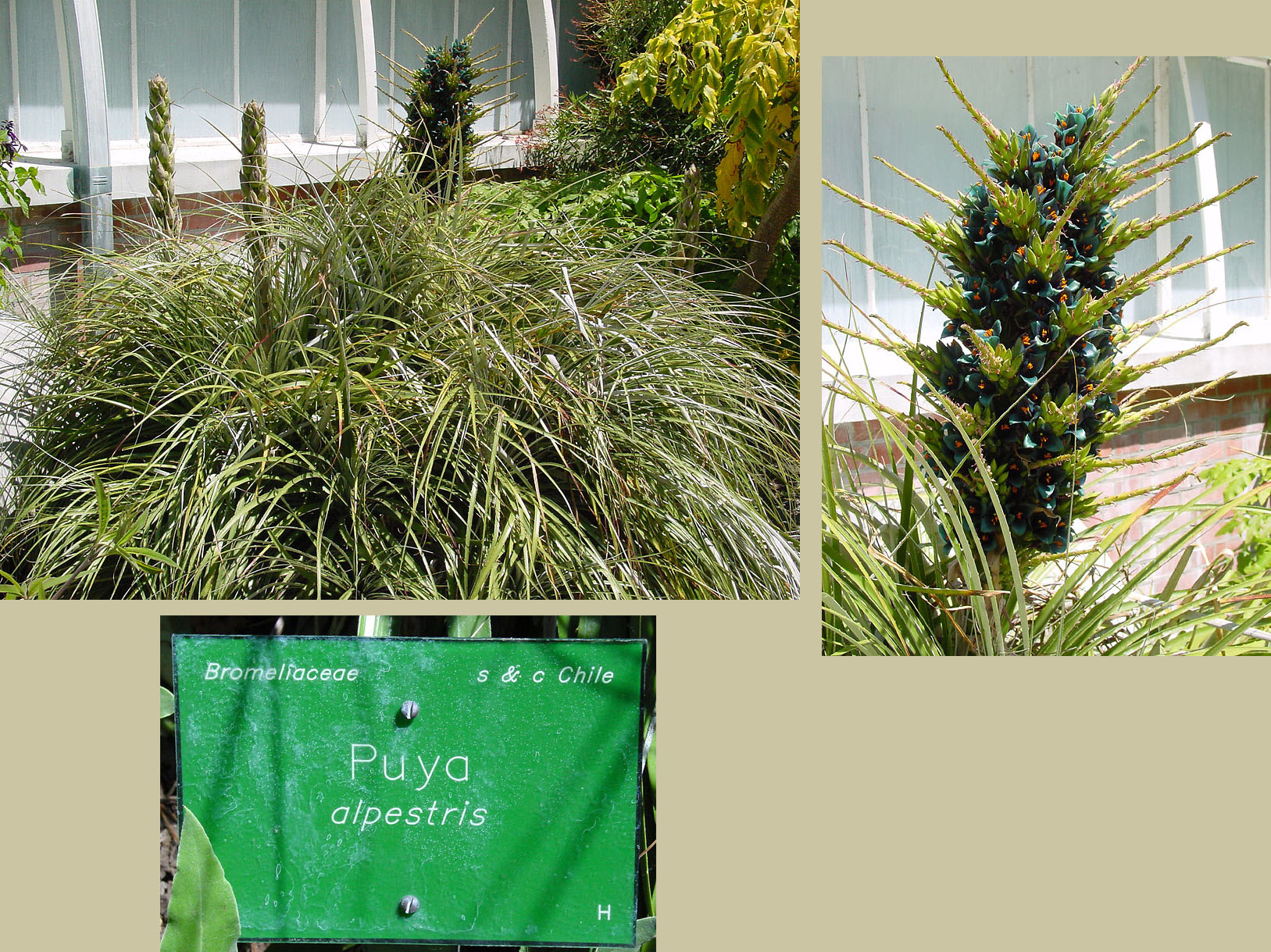
Puya alpestris

- Puya antioquiensis L.B. Smith & R.W. Read
- Puya araneosa L.B. Smith
- Puya argentea L.B. Smith
- Puya aristeguietae L.B. Smith
- Puya asplundii L.B. Smith
- Puya assurgens L.B. Smith
- Puya atra L.B. Smith
- Puya barkleyana L.B. Smith
- Puya bermejana Gómez, Slanis & Grau
- Puya berteroniana Mez
- Puya bicolor Mez
- Puya boliviensis Baker
- Puya boopiensis R. Vásquez, Ibisch & R. Lara
- Puya boyacana Cuatrecasas
- Puya brachystachya (Baker) Mez
- Puya brackeana Manzanares & W. Till
- Puya brittoniana Baker
- Puya cajasensis Manzanares & W. Till
- Puya cardenasii L.B. Smith
- Puya cardonae L.B. Smith
- Puya casmichensis L.B. Smith
- Puya castellanosii L.B. Smith
- Puya cerrateana L.B. Smith
- Puya chilensis Molina
- Puya claudiae Ibisch, R. Vásquez & E. Gross
- Puya clava-herculis Mez & Sodiro
- Puya cleefii L.B. Smith & R.W. Read
- Puya cochabambensis R. Vásquez & Ibisch
- Puya coerulea Lindley 
  - P. c. var. violacea (Brongniart) Smith
  - P. c. var. monteroana (Smith & Looser) Smith & Looser
  - P. c. var. intermedia (Smith & Looser) Smith & Looser
- Puya commixta L.B. Smith
- Puya compacta L.B. Smith
- Puya coriacea L.B. Smith
- Puya cristata L.B. Smith
- Puya cryptantha Cuatrecasas
- Puya ctenorhyncha L.B. Smith
- Puya cuatrecasasii L.B. Smith
- Puya cuevae Manzanares & W. Till
- Puya cylindrica Mez
- Puya dasylirioides Standley
- Puya densiflora Harms
- Puya depauperata L.B. Smith
- Puya dichroa L.B. Smith & R.W. Read
- Puya dodsonii Manzanares & W. Till
- Puya dolichostrobila Harms
- Puya dyckioides (Baker) Mez
- Puya elviragrossiae R. Vásquez & P.L. Ibisch
- Puya entre-riosensis Ibisch & E. Gross
- Puya erlenbachiana Ibisch & R. Vásquez
- Puya eryngioides André
- Puya exigua Mez
- Puya exuta L.B. Smith & R.W. Read
- Puya fastuosa Mez
- Puya ferox Mez
- Puya ferreyrae L.B. Smith
- Puya ferruginea (Ruiz & Pavón) L.B. Smith
- Puya fiebrigii Mez
- Puya floccosa (Linden) E. Morren 
  - P. f.  var. compacta L.B. Smith
- Puya fosteriana L.B. Smith
- Puya fulgens L.B. Smith
- Puya furfuracea (Willdenow) L.B. Smith
- Puya gargantae L.B. Smith
- Puya gerd-muelleri W. Weber
- Puya gerdae W. Weber
- Puya gigas André
- Puya gilmartiniae G.S. Varadarajan & Flores
- Puya glabrescens L.B. Smith
- Puya glandulosa L.B. Smith
- Puya glareosa L.B. Smith
- Puya glaucovirens Mez
- Puya glomerifera Mez & Sodiro
- Puya goudotiana Mez
- Puya gracilis L.B. Smith
- Puya grafii Rauh
- Puya grandidens Mez
- Puya grantii L.B. Smith
- Puya grubbii L.B. Smith
- Puya gutteana W. Weber
- Puya hamata L.B. Smith
- Puya harmsii (Castellanos) Castellanos
- Puya herrerae Harms
- Puya herzogii Wittmack
- Puya hirtzii Manzanares & W. Till
- Puya hofstenii Mez
- Puya horrida L.B. Smith & R.W. Read
- Puya hortensis L.B. Smith
- Puya hoxeyi Janeba[1]
- Puya hromadnikii Rauh
- Puya huancavelicae L.B. Smith
- Puya humilis Mez
- Puya hutchisonii L.B. Smith
- Puya ibischii R. Vásquez
- Puya iltisiana L.B. Smith
- Puya isabellina Mez
- Puya joergensenii H. Luther
- Puya killipii Cuatrecasas
- Puya kuntzeana Mez
- Puya laccata Mez
- Puya lanata Kunth
- Puya lanuginosa (Ruiz & Pavón) Schultes f.
- Puya larae R. Vásquez & Ibisch
- Puya lasiopoda L.B. Smith
- Puya laxa L.B. Smith
- Puya lehmanniana L.B. Smith
- Puya leptostachya L.B. Smith
- Puya lilloi Castellanos
- Puya lineata Mez
- Puya llatensis L.B. Smith
- Puya lokischmidtiae R. Vásquez & Ibisch
- Puya longisepala Mez
- Puya longispina Manzanares & W. Till
- Puya longistyla Mez
- Puya lopezii L.B. Smith
- Puya × loxensis Manzanares & W. Till
- Puya lutheri W. Till
- Puya macbridei L.B. Smith 
  - P. m.  ssp. yungayensis W. Weber
- Puya macropoda L.B. Smith
- Puya macrura Mez
- Puya maculata L.B. Smith
- Puya mariae L.B. Smith
- Puya medica L.B. Smith
- Puya membranacea L.B. Smith
- Puya meziana Wittmack
- Puya micrantha Mez
- Puya mima L.B. Smith & R.W. Read
- Puya minima L.B. Smith
- Puya mirabilis (Mez) L.B. Smith
- Puya mitis Mez
- Puya mollis Baker
- Puya mucronata Manzanares
- Puya nana Wittmack
- Puya navarroana Manzanares & W. Till
- Puya nigrescens L.B. Smith
- Puya nitida Mez 
  - P. n.  var. glabrior L.B. Smith & R.W. Read
- Puya nivalis Baker
- Puya nutans L.B. Smith
- Puya obconica L.B. Smith
- Puya occidentalis L.B. Smith
- Puya ochroleuca Betancur & Callejas
- Puya olivacea Wittmack
- Puya oxyantha Mez
- Puya pachyphylla R. Vásquez & Ibisch
- Puya parviflora L.B. Smith
- Puya pattersoniae Manzanares & W. Till
- Puya paupera Mez
- Puya pearcei (Baker) Mez
- Puya penduliflora L.B. Smith
- Puya × pichinchae Mez & Sodiro
- Puya pitcairnioides L.B. Smith
- Puya pizarroana R. Vásquez, Ibisch & St. Beck
- Puya ponderosa L.B. Smith
- Puya potosina L.B. Smith
- Puya pratensis L.B. Smith
- Puya prosanae Ibisch & E. Gross
- Puya pseudoeryngioides H. Luther
- Puya pygmaea L.B. Smith
- Puya pyramidata (Ruiz & Pavón) Schultes f.
- Puya quillotana W. Weber
- Puya raimondii Harms
- Puya ramonii L.B. Smith
- Puya ramosa L.B. Smith
- Puya rauhii L.B. Smith
- Puya reducta L.B. Smith
- Puya reflexiflora Mez
- Puya retrorsa Gilmartin
- Puya riparia L.B. Smith
- Puya robin-fosteri H. Luther
- Puya roezlii E. Morren
- Puya roldanii Betancur & Callejas
- Puya roseana L.B. Smith
- Puya rusbyi (Baker) Mez
- Puya sagasteguii L.B. Smith
- Puya sanctae-crucis (Baker) L.B. Smith
- Puya sanctae-martae L.B. Smith
- Puya santanderensis Cuatrecasas
- Puya santosii Cuatrecasas 
  - P. s.  var. verdensis Cuatrecasas
- Puya secunda L.B. Smith
- Puya sehuencasensis R. Vásquez, Ibisch & R. Lara
- Puya silvae-baccae L.B. Smith & R.W. Read
- Puya simulans L.B. Smith
- Puya smithii Castellanos
- Puya sodiroana Mez
- Puya solomonii G.S. Varadarajan
- Puya spathacea (Grisebach) Mez
- Puya stenothyrsa (Baker) Mez
- Puya stipitata L.B. Smith
- Puya strobilantha Mez
- Puya textoragricolae W. Weber
- Puya thomasiana André
- Puya tillii Manzanares
- Puya tovariana L.B. Smith
- Puya trianae Baker 
  - P. t.  var. amplior L.B. Smith & R.W. Read
- Puya tristis L.B. Smith
- Puya trollii L.B. Smith
- Puya tuberosa Mez
- Puya tunarensis Mez
- Puya ugentiana L.B. Smith
- Puya ultima L.B. Smith
- Puya valida L.B. Smith
- Puya vargasiana L.B. Smith
- Puya vasquezii Ibisch & E. Gross
- Puya venezuelana L.B. Smith
- Puya venusta Philippi
- Puya vestita André
- Puya volcanensis Castillon
- Puya weberbaueri Mez
- Puya weberiana E. Morren ex Mez
- Puya weddelliana (Baker) Mez
- Puya werneriana R.W. Read & L.B. Smith
- Puya westii L.B. Smith
- Puya wrightii L.B. Smith
- Puya wurdackii L.B. Smith
- Puya yakespala Castellanos